# 劉興欽漫畫暨發明展覽館

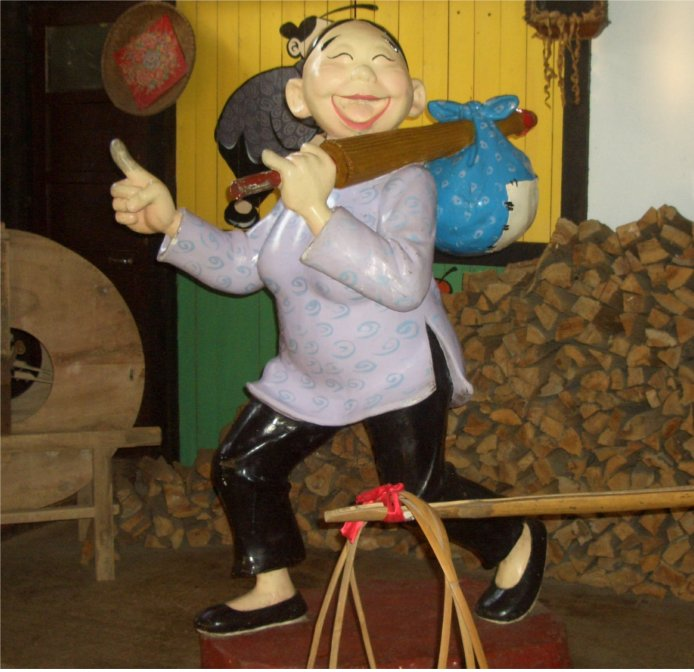
館內展示的大嬸婆人物塑像

劉興欽漫畫暨發明展覽館，是位於臺灣新竹縣橫山鄉內灣村的一座以漫畫家、發明家劉興欽的相關作品為主題的文化展館。館內設有文創藝品區、時光隧道、定期漫畫藝文展覽、漫畫秘密花園等。

## 歷史
在1999年期間，內灣商圈發展協會總幹事彭瑞雲考量到當地的礦業已蕭條沒落，為讓內灣能轉型呈現為另一風貌，便請求與當地有地緣關係的劉興欽能將他筆下的漫畫人物作為當地觀光題材的主題。之後劉興欽答應授權、以個人旗下作品《阿三哥與大嬸婆》系列之外、還包括《機器人》、《小聰明》等其它角色作為內灣老街背景設計的要素，在2001年5月正式開幕後、成功帶動內灣老街的觀光風潮。
內灣沒有任何人願意為劉興欽設立漫畫館，劉興欽只好拜託政務委員陳其南，由他居中協調找到內灣附近的社區團隊新竹縣九讚頭文化協會來創立「劉興欽漫畫發明展覽館」，並協調鐵路局找到內灣車站對面的廢棄鐵路宿舍作為場館。當時政府並沒有任何資金協助，由九讚頭文化協會出資設立漫畫館，館內展示著劉興欽生涯各項發明專利及漫畫作品。

## 更名
該館為增加展示內容與功能，並整合內灣生活圈之各項機能，以整個橫山鄉作為基地，將於2013年12月25日起更名為「好客好品希望工場」。新竹縣府則利用內灣國小的閒置教室增設劉興欽漫畫教育館，分別規劃建置「多媒體互動區」、「漫畫閱讀區」、「教育互動區」及「劉興欽作品展區」等展覽區域。

## 外部連結
- 官方网站